# الانو
الانو (به ایتالیایی: Alanno) یک سکونتگاه مسکونی در ایتالیا است که در استان پسکارا واقع شده‌است.

## خصوصیات
الانو ۳۲ کیلومترمربع مساحت و ۳٬۶۸۳ نفر جمعیت دارد و ۳۰۷ متر بالاتر از سطح دریا واقع شده‌است.